# Lobkowitz-palota (Prága)
A Lobkowitz-palota (csehül: Lobkowiczký palác, Lobkovický palác)) a prágai vár egyik nevezetessége, múzeum és hangversenyterem a vár keleti szélén, a régi várlépcső mellett. Bejárata az Arany utcácskából a keleti kapu felé vezető Szent György utca 3-ból nyílik. Vele szemben áll a 12. században épült Fekete torony és a Daliborka torony.
Nem tévesztendő össze a család másik prágai palotájával a Kisoldalban.

## Története
Ezen a helyen már a 13. században álltak házak; ezek egyikében lakott IV. Károly és első felesége, Valois Blankaa régi királyi palota felújítása alatt. Életrajzában (Vita Caroli) úgy emlékszik vissza, hogy ebben a házban különös, misztikus dolgok estek meg vele.
A mai palotát két, egyaránt a 16. század elején épült, gótikus házból alakíttatta ki a morva Pernstejn család (Přehořovský család), a 16. századi Csehország egyik leggazdagabb és legbefolyásosabb főúri családja, miután ezek a házak az 1541-es nagy tűzvészben leégtek. A gazdagon díszített, reneszánsz épületet a Lobkowitzok 1627-ben vették meg, majd a harmincéves háború (1618–1648) után kora barokk stílusban átépíttették; reneszánsz állapotában csak a palota kápolnáját és két termét hagyva meg.
Az épület nagy része 1768-ban leégett; helyreállításával August Anton Joseph von Lobkowitz herceg megrendelésére Johann Ignaz Palliardi is részt vett.

## Az épület
A palota leglátványosabb terme a bálterem, aminek falait 17. századi, mitológiai jeleneteket ábrázoló freskók díszítik.

### Múzeum
A Lobkowitz-múzeum 2007-ben megnyitott képtárát a legjobbnak tartják Prágában. A mintegy 1500 festményt tartalmazó gyűjtemény alapja a Lobkowicz család hercedi ágának magángyűjteménye. A falakon egyebek közt Canaletto, id. Pieter Brueghel (Szénakaszálás), Velázquez, Veronese, Rubens, Bellotto és Lucas Cranach művei függenek. A kiállításon a festményeken kívül porcelánokat, kerámiákat, puskákat, hangszereket tekinthetünk meg — utóbbiak mellett Mozart és Beethoven egyes műveinek eredeti kottáit is.
A múzeum boltjában némely kiállított tárgyak hiteles másolatait is megvásárolhatjuk.
A Nemzeti Múzeum kiállítása Csehország történelmét mutatja be.
A hangszer-és kottagyűjteményben olyan különlegességek is vannak, mint Beethoven 4. és 5. (Sors) szimfóniájának kézirata, valamint Händel: Messiás (Händel) oratóriumának Mozart-féle, áthangszerelt változata.

### Kávézó
Prága talán leghíresebb kávézója főleg fantasztikus panorámájáról nevezetes: ablakaiból lepillanthatunk a Kisoldalra és a Moldva túlpartján elterülő történelmi városrészekre.

### Koncertterem
A palota 17. századi barokk hangversenytermében minden nap 13:00-kor klasszikus koncertet adnak.

## Látogatható
A várba váltható kombinált jegyek ide nem érvényesek, külön jeggyel tekinthető meg naponta 10:00–18:00 között:
- A „szimpla”, tehát az épület és a kiállítások megtekintésére jogosító jegy ára 2016-ban 275 Czk volt; 7–15 éveseknek, diákoknak és nyugdíjasoknak 200 Czk; családi jegy 690 Czk. A belépőjegy felmutatója 10 % kedvezményt kap a kávéházban.
- A múzeumba és a 13:00-s koncertre is érvényes „kombinált jegy” ára 590 Czk volt.

A készülékből hallgatható tárlatvezető megismertet a cseh történelem viharos évszázadaival.